# قانون اساسی استونی
قانون اساسی استونی برترین قانون جمهوری استونی است که در آن دولت به عنوان جمهوری دموکراتیک تعیین شده که قدرت توسط مردم به دولت محول شده است. اولین قانون اساسی توسط مجلس مؤسسان که در انتخابات ۱۵ ژوئن ۱۹۲۰ تشکیل شد به تصویب رسید و در ۲۱ دسامبر ۱۰۲۰ به اجرا درآمد. دومین قانون اساسی در ۲۴ ژانویه ۱۹۳۴ پس از رفراندوم سال ۱۹۳۳ تصویب شد که تا تصویب قانون اساسی سوم در ۱ ژانویه ۱۹۳۸ پایدار ماند. این قانون به طور رسمی تا ۱۶ ژوئن ۱۹۴۰ به اجرا در آمد تا وقتی که در این تاریخ استونی توسط شوروی اشغال شد و این قانون به صورت غیر رسمی تا ۲۸ ژوئن ۱۹۹۲ قانون اساسی کشور ماند  در این تاریخ قانون اساسی چهارم و فعلی استونی در یک رفراندوم تصویب شد.